# Силос цемента
Силос цемента — бункер для хранения сухого цемента, строительных смесей или иных мелкодисперсных материалов. Стандартная конструкция представляет собой металлический цилиндр, закрытый сверху крышкой с вентиляционными отверстиями и фильтрами, заканчивающийся снизу конусом с отверстием и установленным в нём шиберным затвором для выдачи цемента. Устанавливается вертикально на опорах. Цементные силосы являются составной частью склада цемента.